# Neal H. Moritz
Neal H. Moritz (ur. 6 czerwca 1959 w Los Angeles) – amerykański producent filmowy, dyrektor wykonawczy w Paramount Pictures, dawniej w Sony Pictures Entertainment.
Moritz urodził się w Los Angeles, w stanie Kalifornia w żydowskiej rodzinie, jako syn Miltona i Barbary (z domu Levin) Moritzów. Dorastał w Westwood i ukończył studia na Uniwersytecie Kalifornijskim w Los Angeles, gdzie był uczestnikiem programu Semester at Sea.
W 1990 roku wspólnie z Bruce’em Mellonem założył niezależną firmę produkcyjną – Original Film.